# Замошица (Гришинское сельское поселение)
Замошица — деревня в Оленинском муниципальном округе Тверской области.

## География
Находится в юго-западной части Тверской области на расстоянии приблизительно 13 км на восток-юго-восток по прямой от административного центра округа поселка Оленино.

## История
Была отмечена еще на карте Менде (состояние местности на 1848 год)). В 1859 году здесь (тогда деревня Ржевского уезда Тверской губернии) было учтено 14 дворов, в 1939 — 74. До 2019 года входила в состав ныне упразднённого Гришинского сельского поселения.

## Население
Численность населения: 151 человек (1859 год), 0 как в 2002 году, так и в 2010.